# Estadio Robert Champroux
El Estadio Robert Champroux (en francés: Stade Robert Champroux) es el nombre que recibe un recinto deportivo de usos múltiples en Abiyán, una localidad del país africano de Costa de Marfil. Actualmente es usado en su mayoría para partidos de fútbol. Sirve como un estadio de los clubes locals Jeunesse d'Abidjan, Stade d'Abidjan y Stella Club d' Adjamé . El estadio tiene capacidad para entre 15 000 y 20 000 personas.
Con su estructura oval, gradas que cohabitan con palmeras, estas tienen capacidad para casi 3000 espectadores sentados . Es el estadio más grande de la capital después del estadio Félix Houphouët -Boigny (35 000 asientos) . El estadio Robert Champroux , como el Treichville Sports Park , sufre de una sobre explotación por lo que el estadio tiene un césped artificial con las normas de la FIFA requeridas en 2007.